# 兰佩茨瓦尔德
兰佩茨瓦尔德（德語：Lampertswalde）是德国萨克森州的一个市镇，隶属于迈森县。总面积为63.65平方千米，截至2020年总人口为2547人。